# Judith Wiesner
Judith Wiesner (Hallein, 2 maart 1966) is een voormalig tennisspeelster uit Oostenrijk. Zij speelt rechtshandig en heeft een enkelhandige backhand. Zij was actief in het proftennis van 1987 tot en met 1997.
Wiesner nam in 1992 deel aan de Olympische spelen in Barcelona en vier jaar later aan de Olympische spelen in Atlanta. Van 1995 tot 2001 had zij de leiding over het Oostenrijkse Fed Cup-team.

## Persoonlijk
Wiesner werd geboren als Judith Pölzl en speelde nog onder die naam op de Australian Open 1987. Zij trad op 11 april 1987 in het huwelijk met Heinz W. Wiesner en speelde voor de rest van haar tenniscarrière als Judith Wiesner. Na haar tennisloopbaan, inmiddels gescheiden, trad zij in 2001 in het huwelijk met Roland Floimair, toenmalig persvoorlichter van de deelstaat Salzburg. Wiesner was vijf jaar (1999–2004) gemeenteraadslid van Salzburg.

## Loopbaan

### Enkelspel
Wiesner debuteerde in 1983 op het ITF-toernooi van Bad Hersfeld (Duitsland). Zij stond in 1986 voor het eerst in een finale, op het ITF-toernooi van Kitzbühel (Oostenrijk) – zij verloor van landgenote Petra Huber. Pas in 1992 (nadat zij al drie WTA-toernooien had gewonnen) veroverde Wiesner haar eerste ITF-titel, op het ITF-toernooi van Karlsbad (Tsjechië), door de Tsjechische Helena Suková te verslaan. In totaal won zij twee ITF-titels, de andere in 1993 eveneens in Karlsbad.
In 1986 kwalificeerde Wiesner zich voor het eerst voor een WTA-hoofdtoernooi, op het toernooi van Athene. Zij bereikte er de kwartfinale. Zij stond in 1988 voor het eerst in een WTA-finale, op het toernooi van Straatsburg – zij verloor van de Italiaanse Sandra Cecchini. Later dat jaar veroverde Wiesner haar eerste WTA-titel, op het toernooi van Aix-en-Provence, door de West-Duitse Sylvia Hanika te verslaan. In totaal won zij vijf WTA-titels, de laatste in 1995 in Maria Lankowitz.
Haar beste resultaat op de grandslamtoernooien is het bereiken van de kwartfinale. Haar hoogste positie op de WTA-ranglijst is de twaalfde plaats, die zij bereikte in januari 1997.

### Dubbelspel
Wiesner was in het dubbelspel minder actief dan in het enkelspel. Zij debuteerde in 1985 op het ITF-toernooi van Bregenz (Oostenrijk) samen met landgenote Barbara Pollet. Zij stond in 1986 voor het eerst in een finale, op het ITF-toernooi van Kitzbühel (Oostenrijk), samen met landgenote Heidi Sprung – zij verloren van het Australische duo Justine Brown en Louise Pleming. In 1987 veroverde Wiesner haar enige ITF-titel, op het ITF-toernooi van Kitzbühel (Oostenrijk), samen met landgenote Heidi Sprung, door het Oostenrijkse duo Bettina Diesner en Karin Oberleitner te verslaan.
In 1987 speelde Wiesner voor het eerst op een WTA-hoofdtoernooi, op het toernooi van Straatsburg, samen met de Amerikaanse Vicki Nelson-Dunbar. Zij stond in 1987 voor het eerst in een WTA-finale, op het toernooi van Athene, samen met de West-Duitse Andrea Betzner – hier veroverde zij haar eerste titel, door het koppel Kathleen Horvath en Dianne Van Rensburg te verslaan. In totaal won zij drie WTA-titels, de laatste in 1989 in Straatsburg, samen met de Argentijnse Mercedes Paz.
Haar beste resultaat op de grandslamtoernooien is het bereiken van de halve finale, op Roland Garros 1990, samen met Française Nathalie Tauziat. Haar hoogste positie op de WTA-ranglijst is de 29e plaats, die zij bereikte in juli 1989.

## Posities op deWTA-ranglijst
Positie per einde seizoen:
| jaartal | ranking enkelspel | ranking dubbelspel |
| ------- | ----------------- | ------------------ |
| 1996    | 15                | –                  |
| 1995    | 25                | –                  |
| 1994    | 25                | 785                |
| 1993    | 21                | 58                 |
| 1992    | 25                | 76                 |
| 1991    | 16                | 41                 |
| 1990    | 17                | 59                 |
| 1989    | 35                | 30                 |
| 1988    | 35                | 71                 |
| 1987    | 33                | 110                |
| 1986    | 141               | 256                |

## Palmares
| Legenda                |
| ---------------------- |
| Grandslamtoernooi      |
| Olympische Spelen      |
| Year-End Championships |
| Tier I                 |
| Tier II                |
| Tier III               |
| Tier IV & V            |

### WTA-finaleplaatsen enkelspel
| nr.              | finaledatum | toernooi            | ondergrond | tegenstandster    | score         |         |
| ---------------- | ----------- | ------------------- | ---------- | ----------------- | ------------- | ------- |
| Gewonnen finales |             |                     |            |                   |               |         |
| 1.               | 1988-07-24  | WTA Aix-en-Provence | gravel     | Sylvia Hanika     | 6-1, 6-2      | details |
| 2.               | 1989-07-16  | WTA Arcachon        | gravel     | Barbara Paulus    | 6-3, 6-7, 6-1 | details |
| 3.               | 1992-05-24  | WTA Straatsburg     | gravel     | Naoko Sawamatsu   | 6-1, 6-3      | details |
| 4.               | 1994-08-28  | WTA Schenectady     | hardcourt  | Larisa Neiland    | 7-5, 3-6, 6-4 | details |
| 5.               | 1995-07-30  | WTA Maria Lankowitz | gravel     | Ruxandra Dragomir | 7-6, 6-3      | details |
| Verloren finales |             |                     |            |                   |               |         |
| 1.               | 1988-05-22  | WTA Straatsburg     | gravel     | Sandra Cecchini   | 3-6, 0-6      | details |
| 2.               | 1990-03-25  | WTA Miami           | hardcourt  | Monica Seles      | 1-6, 2-6      | details |
| 3.               | 1991-07-21  | WTA Kitzbühel       | gravel     | Conchita Martínez | 1-6, 6-2, 3-6 | details |
| 4.               | 1993-05-23  | WTA Straatsburg     | gravel     | Naoko Sawamatsu   | 6-4, 1-6, 3-6 | details |
| 5.               | 1993-07-18  | WTA Kitzbühel       | gravel     | Anke Huber        | 4-6, 1-6      | details |
| 6.               | 1994-07-31  | WTA Maria Lankowitz | gravel     | Anke Huber        | 3-6, 3-6      | details |
| 7.               | 1997-01-05  | WTA Auckland        | hardcourt  | Marion Maruska    | 3-6, 1-6      | details |

### WTA-finaleplaatsen vrouwendubbelspel
| nr.              | finaledatum | toernooi        | ondergrond | partner           | tegenstandsters                      | score         |         |
| ---------------- | ----------- | --------------- | ---------- | ----------------- | ------------------------------------ | ------------- | ------- |
| Gewonnen finales |             |                 |            |                   |                                      |               |         |
| 1.               | 1987-10-11  | WTA Athene      | gravel     | Andrea Betzner    | Kathleen Horvath Dianne Van Rensburg | 6-4, 7-6      | details |
| 2.               | 1988-08-07  | WTA Athene      | gravel     | Sabrina Goleš     | Silke Frankl Sabine Hack             | 7-5, 6-0      | details |
| 3.               | 1989-05-28  | WTA Straatsburg | gravel     | Mercedes Paz      | Lise Gregory Gretchen Magers         | 6-3, 6-3      | details |
| Verloren finales |             |                 |            |                   |                                      |               |         |
| 1.               | 1988-07-31  | WTA Hamburg     | gravel     | Andrea Betzner    | Jana Novotná Tine Scheuer-Larsen     | 4-6, 2-6      | details |
| 2.               | 1989-04-30  | WTA Barcelona   | gravel     | Arantxa Sánchez   | Jana Novotná Tine Scheuer-Larsen     | 2-6, 6-2, 6-7 | details |
| 3.               | 1989-10-22  | WTA Zürich      | tapijt (i) | Nathalie Tauziat  | Jana Novotná Helena Suková           | 3-6, 6-3, 4-6 | details |
| 4.               | 1991-04-28  | WTA Barcelona   | gravel     | Nathalie Tauziat  | Martina Navrátilová Arantxa Sánchez  | 1-6, 3-6      | details |
| 5.               | 1992-04-26  | WTA Barcelona   | gravel     | Nathalie Tauziat  | Conchita Martínez Arantxa Sánchez    | 4-6, 1-6      | details |
| 6.               | 1993-02-28  | WTA Linz        | tapijt (i) | Conchita Martínez | Jevgenia Manjoekova Leila Meschi     | forfait       | details |

## Prestatietabel grandslamtoernooien
| Legenda | Legenda                          |
| ------- | -------------------------------- |
| g.t.    | geen toernooi gehouden           |
| l.c.    | lagere categorie                 |
| –       | niet deelgenomen                 |
| G       | uitgeschakeld in de groepsfase   |
| 1R      | uitgeschakeld in de eerste ronde |
| 2R      | uitgeschakeld in de tweede ronde |
| 3R      | uitgeschakeld in de derde ronde  |
| 4R      | uitgeschakeld in de vierde ronde |
| KF      | uitgeschakeld in de kwartfinale  |
| HF      | uitgeschakeld in de halve finale |
| F       | de finale verloren               |
| W       | het toernooi gewonnen            |
| w-v     | winst/verlies-balans             |

### Enkelspel
| Toernooi        | 1987 | 1988 | 1989 | 1990 | 1991 | 1992 | 1993 | 1994 | 1995 | 1996 | 1997 |
| --------------- | ---- | ---- | ---- | ---- | ---- | ---- | ---- | ---- | ---- | ---- | ---- |
| Australian Open | 3R   | –    | 4R   | 2R   | –    | 2R   | 1R   | –    | 3R   | 1R   | 1R   |
| Roland Garros   | 2R   | 1R   | 1R   | 3R   | 1R   | 3R   | 4R   | 2R   | 1R   | 1R   | 1R   |
| Wimbledon       | 2R   | 1R   | 3R   | 4R   | 4R   | 3R   | 2R   | 1R   | 3R   | KF   | 3R   |
| US Open         | 1R   | 4R   | 1R   | 4R   | 4R   | 2R   | 3R   | 3R   | 1R   | KF   | –    |

### Vrouwendubbelspel
| Toernooi        | 1988 | 1989 | 1990 | 1991 | 1992 | 1993 | 1994 |
| --------------- | ---- | ---- | ---- | ---- | ---- | ---- | ---- |
| Australian Open | –    | 1R   | 1R   | –    | 3R   | 1R   | –    |
| Roland Garros   | 1R   | KF   | HF   | 3R   | 1R   | 1R   | 1R   |
| Wimbledon       | 1R   | 1R   | 3R   | 3R   | 2R   | 2R   | –    |
| US Open         | 2R   | 1R   | 2R   | 3R   | 2R   | 1R   | –    |

### Gemengd dubbelspel
| Toernooi        | 1988 | 1989 |
| --------------- | ---- | ---- |
| Australian Open | –    | 1R   |
| Roland Garros   | 2R   | 1R   |
| Wimbledon       | –    | –    |
| US Open         | –    | –    |